# Rougé
Rougé település Franciaországban, Loire-Atlantique megyében. Lakosainak száma 2152 fő (2022. január 1.). Rougé Teillay, Châteaubriant, Fercé, Noyal-sur-Brutz, Ruffigné, Saint-Aubin-des-Châteaux, Soudan és Soulvache községekkel határos.

## Népesség
A település népessége az elmúlt években az alábbi módon változott:
| Lakosok száma | 1995 | 2055 | 2167 | 2262 | 2240 | 2247 | 2230 | 2185 | 2156 | 2152 |
|               | 1968 | 1982 | 1990 | 2006 | 2013 | 2015 | 2017 | 2019 | 2020 | 2022 |